# James Martinez (skådespelare)
James Martinez, född 9 augusti 1980 i Queensområdet Jackson Heights i New York, är en amerikansk skådespelare. Han är känd för att spela rollen som Alex Romero i Netflixserien House of Cards (säsong 5), och Armando Salazar i Huluserien Love, Victor. Han har också spelat rollen som Jorge Sanchez i Starzserien Gravity (2010), och Victor i Netflixserien One Day at a Time (2017–2019).

## Filmografi (i urval)

### TV-serier
- 2003 – I lagens namn (TV-serie) (även 2009)
- 2003 – Tredje skiftet (TV-serie)
- 2008 – NCIS (TV-serie)
- 2008 – Numb3rs (TV-serie)
- 2010 – Law & Order: Criminal Intent (TV-serie)
- 2010 – Law & Order: Special Victims Unit (TV-serie)
- 2010 – Rubicon (TV-serie)
- 2010 – Gravity (TV-serie)
- 2011 – Breaking Bad (TV-serie)[7]
- 2011 – Leverage (TV-serie)
- 2011 – A Gifted Man (TV-serie)
- 2012 – Fairly Legal (TV-serie)
- 2013 – CSI: Crime Scene Investigation (TV-serie)
- 2013 – Blue Bloods (TV-serie)
- 2013 – The Michael J. Fox Show (TV-serie)
- 2013 – Drop Dead Diva (TV-serie)
- 2013 – Army Wives (TV-serie)
- 2014 – Unforgettable (TV-serie)
- 2014 – Elementary (TV-serie)
- 2014 – Intelligence (TV-serie)
- 2015 – Aquarius (TV-serie)[7][8]
- 2016 – Queen of the South (TV-serie)[9]
- 2016 – The Mysteries of Laura (TV-serie)
- 2017 – The Blacklist: Redemption (TV-serie)
- 2017 – Bull (TV-serie)
- 2017 – The Good Fight (TV-serie)
- 2017 – House of Cards (TV-serie)[2]
- 2017 – Major Crimes (TV-serie)[10]
- 2017–2019 – One Day at a Time (TV-serie)[2]
- 2018–2019 – Tell Me a Story (TV-serie)[11]
- 2019 – Billions (TV-serie)
- 2019 – God Friended Me (TV-serie)
- 2020–2022 – Love, Victor (TV-serie)[3][4][5]
- 2023 – Wolf Pack (TV-serie)
- 2024 – So Help Me Todd (TV-serie)

### Filmer
- 2010 – BearCity
- 2012 – BearCity 2: The Proposal[12]
- 2012 – Mitt längtande hjärta
- 2015 – Run All Night[7]